# Matthäus Alber
Matthäus Alber, född 1495 och död 2 december 1570, var en av de ledande i reformationskretsen från staden Reutligen i Schwaben, har blivit kallad "Schwabens Luther".
Alber stod på Luthers sida i nattvardsstriden med Huldrych Zwingli, i bondeupproret och i kampen mot vederlöparna.